# Michalina Stefanowska
Michalina Stefanowska (ur. 20 listopada 1855 w Grodnie, zm. 15 grudnia 1942 w Krakowie) – polska neurofizjolog i biolog.

## Życiorys
Córka Ferdynanda Marcina i Joanny z Sienkiewiczów. Po ukończeniu w 1872 roku gimnazjum w Grodnie została nauczycielką przyrody i geografii w tamtejszym żeńskim progimnazjum, a następnie również w Łodzi.
W latach 1863–1883 studiowała przyrodę (zoologię) na Uniwersytecie Genewskim, gdzie uzyskała doktorat nauk przyrodniczych w 1889 roku, a następnie habilitację z fizjologii ogólnej w 1903 roku. Była pierwszą kobietą-docentem. Wykładała też fizjologię na tym uniwersytecie. Studiowała w Paryżu przyrodę i psychologię w latach 1891–1897. Prowadziła wykłady z fizjologii i higieny na Wydziale Przyrodniczo-matematycznym (1907–1909), oraz z fizjologii układu nerwowego i zmysłów na Wydziale Humanistycznym (1908–1912) Towarzystwa Kursów Naukowych w Warszawie. W latach 1912–1917 była dyrektorem gimnazjum żeńskiego im. E. Orzeszkowej w Łodzi. W 1917 roku, na zlecenie władz szkolnych Warszawy, utworzyła pierwsze klasy specjalne dla dzieci upośledzonych umysłowo. Dwa lata później zorganizowała roczny kurs dla nauczycieli szkół specjalnych, który stał się zalążkiem Państwowego Instytutu Pedagogiki Specjalnej. W latach 1918–1921 pracowała jako profesor w Wolnej Wszechnicy Polskiej. 6 stycznia 1922 habilitowała się z fizjologii układu nerwowego i zmysłów na Wydziale Lekarskim Uniwersytetu Poznańskiego, gdzie pozostawała profesorem nadzwyczajnym do 1939 roku. Była pierwszą kobietą habilitowaną na Uniwersytecie Poznańskim. Była drugą kobietą, po Marii Skłodowskiej-Curie, która w 1931 roku została członkinią-korespondentem Polskiej Akademii Umiejętności. Była członkinią Poznańskiego Towarzystwa Przyjaciół Nauk.
Zmarła w Krakowie. Pochowana na cmentarzu Rakowickim (kwatera LXXV-2-20).

## Publikacje[10]
- tłumaczenie Niebo Camille Flammarion (1892)
- Asymetrja czuciowa a ośrodki dla bólu z Józefą Joteyko (1904)
- Życie w oceanie. Opis popularny roślin i zwierząt morskich (1905)
- Ewolucja teorji neuronów (1908)